# John Strasberg
John Strasberg (Nueva York; 23 de mayo de 1941) es un actor, director, escritor y profesor estadounidense. Es hijo de Lee y Paula Strasberg del Actors Studio y hermano de la actriz Susan Strasberg.
Durante su larga carrera, Strasberg ha dirigido producciones de Shakespeare, Ibsen, O'Neill, Odets y Aristófanes. Enseña el Proceso Creativo Orgánico que es distinto del Método hecho famoso por gente como Stanislavsky y el padre de Strasberg. Ha escrito un libro sobre sus técnica y experiencias, Accidentally on Purpose: Reflections on Life, Acting, and the Nine Natural Laws of Creativity.
En los 70 trabajó en el National Film Board of Canada y fue director ejecutivo del Lee Strasberg Theater Institute. En los 80, cofundó la The Mirror Repertory Company en Nueva York. Su antigua escuela de interpretación, John Strasberg's The Real Stage, tiene sucursales en Nueva York, París y Montreal. 